# Давање (будизам)
Давање или дарежљивост (санскрт, пали: dāna) у будизму означава склоност давању, без очекивања противуслуге од онога коме се даје. У ужем смислу, значи даривање монаху неке од четири неопоходне ствари.
Давање је прва тема у Будином систему поступног вежбања, прва од десет савршености, једно од седам драгоцености и први од три темеља за поступке који доносе добробит.

## Будино учење
Када би људи знали, као што ја то знам, који је резултат давања и дељења са другима, они не би јели, а да не дају и другима, нити би допустили да им трунка себичности упрља ум и пусти корен у њему. Чак и да им је то последњи комад, последњи залогај, не би јели а да не деле, ако би било неког да прими њихов дар. Али пошто људи не знају, као што ја то знам, који је резултат давања и дељења са другима, они једу, а не деле. Себичност им прља ум и пушта корен у њему.— Буда
Када племенита следбеница некоме дарује храну, она му тиме дарује четири ствари. Даје му живот, здравље, задовољство и снагу. Дајући живот и сама добија живот, било међу боговима, било међу људима. Дајући здравље и сама добија здравље, било међу боговима, било међу људима. Дајући задовољство и сама добија задовољство, било међу боговима, било међу људима. Дајући снагу и сама добија снагу, било међу боговима, било међу људима.— Буда
Монаси, постоје три прилике за стицање заслуга. Које три? Прву прилику за стицање заслуга представља дарежљивост, другу прилику врлина, а трећу медитација.— Буда
Према Будином учењу, понашање које доноси најмање заслуге је пуко давање материјалних добара, док је највећа благодет победити своје слабости, подаривши мир, највећи могући дар, свим другим бићима.